# USS Duffy (DE-27)
USS Duffy (DE-27) là một tàu hộ tống khu trục lớp Evarts được Hải quân Hoa Kỳ chế tạo trong Chiến tranh Thế giới thứ hai. Nó là chiếc tàu chiến thứ hai của Hải quân Mỹ được đặt theo tên Thiếu úy Hải quân Charles John Duffy (1919-1942), phi công trên tàu sân bay đã tử trận trong trận Hải chiến Casablanca vào ngày 8 tháng 11, 1942. Nó đã phục vụ cho đến khi chiến tranh kết thúc, xuất biên chế vào ngày 9 tháng 11, 1945 và bị bán để tháo dỡ vào ngày 16 tháng 6, 1947. Duffy được tặng thưởng hai Ngôi sao Chiến trận do thành tích phục vụ trong Thế Chiến II.

## Thiết kế và chế tạo
Những chiếc thuộc lớp tàu khu trục Evarts có chiều dài chung 289 ft 5 in (88,21 m), mạn tàu rộng 35 ft 1 in (10,69 m) và độ sâu mớn nước khi đầy tải là 8 ft 3 in (2,51 m). Chúng có trọng lượng choán nước tiêu chuẩn 1.140 tấn Anh (1.160 t); và lên đến 1.430 tấn Anh (1.450 t) khi đầy tải. Hệ thống động lực bao gồm bốn động cơ diesel General Motors Kiểu 16-278A nối với bốn máy phát điện để vận hành hai trục chân vịt; công suất 6.000 hp (4.500 kW) cho phép đạt được tốc độ tối đa 21 kn (24 mph; 39 km/h), và có dự trữ hành trình 4.150 nmi (4.780 mi; 7.690 km) khi di chuyển ở vận tốc đường trường 12 kn (14 mph; 22 km/h).
Vũ khí trang bị bao gồm ba pháo 3 in (76 mm)/50 cal trên tháp pháo nòng đơn có thể đối hạm hoặc phòng không, một khẩu đội 1,1 inch/75 caliber bốn nòng và chín pháo phòng không Oerlikon 20 mm. Vũ khí chống ngầm bao gồm một dàn súng cối chống tàu ngầm Hedgehog Mk. 10 (có 24 nòng và mang theo 144 quả đạn); hai đường ray Mk. 9 và tám máy phóng K3 Mk. 6 để thả mìn sâu.
Duffy được đặt lườn như là chiếc BDE-27 tại Xưởng hải quân Mare Island, ở Vallejo, California vào ngày 29 tháng 10, 1942. Nó được hạ thủy vào ngày 16 tháng 4, 1943; được đỡ đầu bởi bà Thomas Vice. Tuy nhiên Hải quân Hoa Kỳ quyết định giữ lại con tàu, đổi tên thành Duffy, và nó nhập biên chế cùng Hải quân Hoa Kỳ vào ngày 5 tháng 8, 1943 dưới quyền chỉ huy của Hạm trưởng, Trung tá Hải quân G. A. Parkinson.

## Lịch sử hoạt động
Duffy hoạt động thuần túy tại Mặt trận Thái Bình Dương trong Thế chiến thứ hai, chủ yếu trong vai trò hộ tống các đoàn tàu vận tải tiếp liệu, cũng như tham gia và các đội đặc nhiệm tàu sân bay lớn hơn.
Duffy được ghi công đã bắn rơi một máy bay ném bom hai động cơ Mitsubishi G4M "Betty" Nhật Bản tại Leyte, Philippines vào tháng 12, 1944. Đến ngày 29 tháng 12, nó tham gia bắn phá lên đảo san hô vòng Maloelap thuộc quần đảo Marshall trong lúc hỗ trợ các cuộc không kích, và sau đó tham gia các đợt bắn phá quấy rối và tâm lý trên nhiều hòn đảo còn do đối phương chiếm đóng nhưng đã bị cô lập. Vào ngày 14 tháng 6, 1945, nó bắt giữ bảy tù binh chiến tranh Nhật Bản trú đóng trên đảo san hô vòng Mille đã bị cắt đứt liên lạc.
Sau khi chiến tranh kết thúc, Duffy quay trở về nhà và về đến San Francisco, California vào ngày 26 tháng 7, 1945. Nó được cho xuất biên chế vào ngày 9 tháng 11, 1945 và bị bán để tháo dỡ vào ngày 16 tháng 6, 1947.

## Phần thưởng[2]
|  |                           |  |
|  | Bronze star · Bronze star |  |

| Dãi băng Hoạt động Tác chiến (truy tặng) |                                                                         |                                                                         |                                      |
| Huân chương Chiến dịch Hoa Kỳ            | Huân chương Chiến dịch Châu Á-Thái Bình Dương với 2 Ngôi sao Chiến trận | Huân chương Chiến dịch Châu Á-Thái Bình Dương với 2 Ngôi sao Chiến trận | Huân chương Chiến thắng Thế Chiến II |